# Mamou (rivière)
Pour les articles homonymes, voir Mamou.
Le Mamou est une rivière française du Massif central dans le département du Cantal, affluent de la Cère et sous-affluent de la Dordogne.

## Géographie
Le Mamou prend sa source vers 1 100 mètres d'altitude, sur la commune de Polminhac, quatre kilomètres au nord du bourg, sur le plateau du Coyan.
Il se jette dans la Cère à Arpajon.

## Affluents
Son principal affluent, long de 10,8 kilomètres, est, en rive gauche, le Giou, qui arrose Giou-de-Mamou.

## À voir
- l'église Saint-Bonnet de Giou-de-Mamou, XIVe siècle, restaurée régulièrement les siècles suivants